# Устилів (заказник)
Усти́лів — ландшафтний заказник місцевого значення в Україні. Об'єкт природно-заповідного фонду Хмельницької області. 
Розташований у межах Шепетівського району Хмельницької області, на південь від села Яблунівка, на межі зі Звягельським районом Житомирської області. Назва походить від однойменного урочища між селами Яблунівка та Сенігів. 
Площа 196 га. Створений 25 грудня 1997 року рішенням 13 сесії Хмельницької обласної ради.